# Lara-Isabelle Rentinck
Lara-Isabelle Rentinck (* 18. srpen 1986 Berlín) je německá televizní a filmová herečka a modelka. Hrála ve velkém množství německých televizních filmů, a seriálů.

## Život
Již v mládí se věnovala herectví a navštěvovala hodiny herectví a zpěvu. Ve svých 15 letech ukončila odbornou stáž na Comödie Dresen.
V roce 2006 spolupracovala s Manuelem Cortezem na "Projektu Shakespeare", kdy vytvářela audio-CD s baladami po Williamu Shakespearovi. Od listopadu 2007 nadto hraje s Ulrike Mai na Komödie Dresten hlavní roli ve snímku Ferienheim Bergkristall – Gäste, Gauner und Gespenster.
V srpnu 2016 pózovala pro magazín Playboy. 